# Варяш-Баш
Варяш-Ба́ш (тат. Вәрәшбаш) — село в Муслюмовском районе Республики Татарстан, административный центр Варяш-Башского сельского поселения.

## Этимология
Топоним произошёл от гидронима «Вәрәш» (Варяш) и гидрографического термина «баш» (исток, начало).

## География
Село находится на реке Варяш, в 9 км к северу от районного центра — села Муслюмово.

## История
Село основано в начале XVIII века выходцами из села Старый Варяш. В дореволюционных источниках упоминается под названиями Чыршылы, Чермалы, Карантамак.
В XVIII–XIX веках предки современного татарского населения входили в сословия башкир-вотчинников, тептярей и государственных крестьян. Их основные занятия в этот период — земледелие и скотоводство, было распространено пчеловодство. 
Во время 4-й ревизии (1782 год), материалы которой сохранились не полностью, в "деревне Варяшева" были учтены 15 душ мужского пола тептярей.
В «Списке населенных мест по сведениям 1870 года», изданном в 1877 году, населённый пункт упомянут как деревня Варяшбаш (Чершилы) 2-го стана Мензелинского уезда Уфимской губернии. Располагалась при речке Варяше, по левую сторону просёлочной дороги из Мензелинска в Бугульму, в 48 верстах от уездного города Мензелинска и в 23 верстах от становой квартиры в селе Александровское (Кармалы). В деревне, в 48 дворах жили 440 человек (216 мужчин и 224 женщины, татары, башкиры), были мечеть, училище. Жители занимались земледелием, скотоводством, пчеловодством. Также в этот период здесь действовали женское медресе, 3 водяные мельницы.
По сведениям начала XX века, в деревне действовали 2 мечети (первая перестроена в 1895 году, вторая построена в 1912 году), медресе, водяная мельница. В этот период земельный надел сельской общины составлял 2929 десятин.
До 1920 года село входило в Ирехтинскую волость Мензелинского уезда Уфимской губернии. С 1920 года в составе Мензелинского кантона ТАССР. С 10 августа 1930 года – в Муслюмовском, с 1 февраля 1963 года – в Сармановском, с 12 января 1965 года в Муслюмовском районах.
В 1929 году в селе организован колхоз «Динамо» (первый председатель — Г. Ибрагимов). В 1950 году сюда переселилась часть жителей деревни Ирекле, которые организовали отдельный колхоз «Электро». В 1961 году колхоз «Динамо» вошёл в состав объединенного колхоза имени Кирова (село Муслюмово). В 1990 году село выделилось в самостоятельный колхоз «Ярыш». В 1991–2005 годах — коллективное предприятие «Чулпан», позже ООО «Агрофирма «Урожай».

## Население
| 1858 | 1870 | 1884 | 1897 | 1920 | 1926 | 1938 | 1949 | 1958 | 1970 | 1979 | 1989 | 2002 | 2010 | 2017 |
| ---- | ---- | ---- | ---- | ---- | ---- | ---- | ---- | ---- | ---- | ---- | ---- | ---- | ---- | ---- |
| 362  | 440  | 565  | 878  | 1169 | 1157 | 975  | 738  | 630  | 609  | 626  | 374  | 335  | 317  | 319  |

Национальный состав села — татары.

## Экономика
С 2018 года здесь действует ООО «Август-Муслюм». Жители занимаются полеводством, мясо-молочным скотоводством, овощеводством

## Инфраструктура
В селе действуют неполная средняя школа (с 1929 г. как начальная), библиотека (с 1952 года), детский сад (с 1979 года), клуб (с 2006 года), фельдшерско-акушерский пункт. При клубе работают хореографический коллектив «Ляйсан», вокальный ансамбль «Яшлек», театральный коллектив «Сердэш» (все – с 2009 года).
В селе имеются обустроенные родники «Бурхан» (2008 год), «Исрафил» (2012 год) и водопад «Шарлавык» на реке Варяш.

## Религия
Мечеть (с 2013 года).

## Известные люди
- Л. Г. Ахметов (р. 1959) – доктор педагогических наук, профессор, почётный работник высшего профессионального образования РФ
- Т. Г. Бурганов (1920–2004) – партийный, административно-хозяйственный работник, заместитель министра социального обеспечения ТАССР (в 1977–1986 годах), депутат Верховного Совета ТАССР (в 1963–1967, 1971–1975 годах)
- Т. Г. Низамиева (р. 1943) – заслуженный учитель РСФСР
- Г. А. Хафизова (р. 1976) – актриса Татарского государственного театра драмы и комедии имени К.Тинчурина, заслуженный деятель культуры РТ